# En L'An 2000

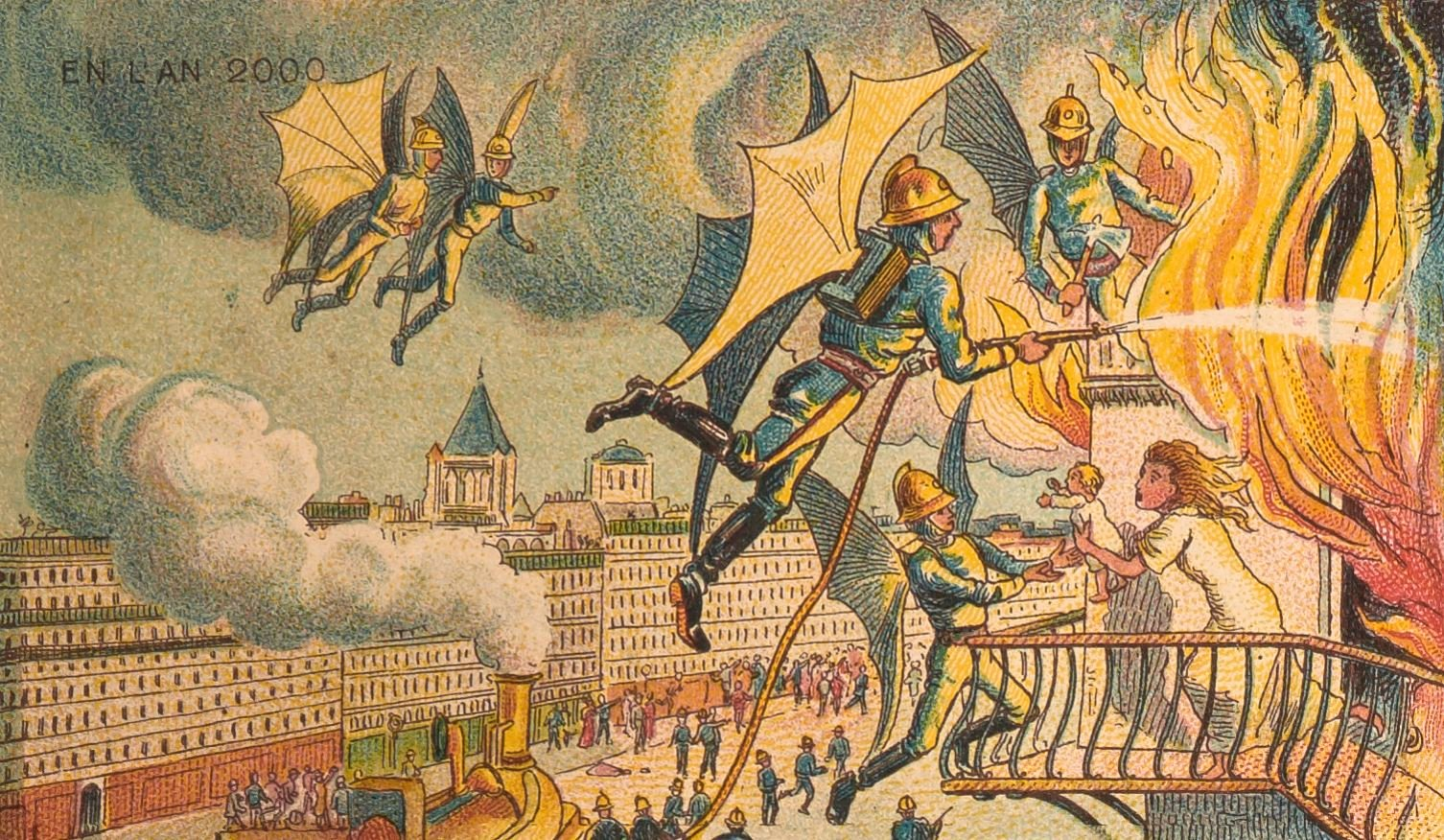
"Bomberos voladores", una de las postales de la colección.

En L´An 2000 (En el año 2000 y también traducido como Francia en el Siglo XXI) es una serie de tarjetas  postales de ilustraciones francesas hechas a finales del siglo XIX y comienzos del siglo XX, y que representaban avances científicos que se imaginaban logrados para el año 2000. Las postales fueron ilustradas individualmente por Jean-Marc Côté y otros artistas, cuya producción data de 1899, 1900, 1901 y 1910, aunque estas nunca se distribuyeron.
El único juego de tarjetas postales conocido lo adquirió el escritor Isaac Asimov, que las expuso en la obra Futuredays: A Nineteenth Century Vision of the Year 2000 (1986, Nueva York, Henry Holt and Company).

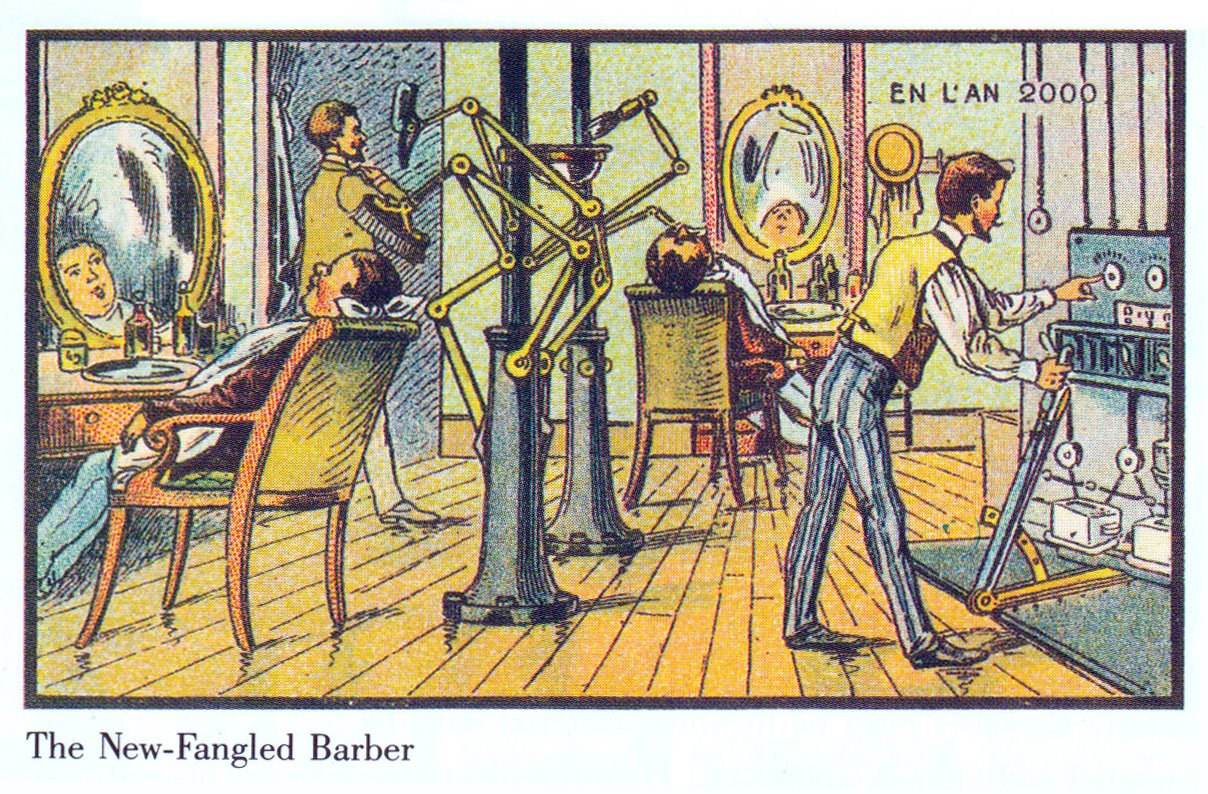
En la barbería
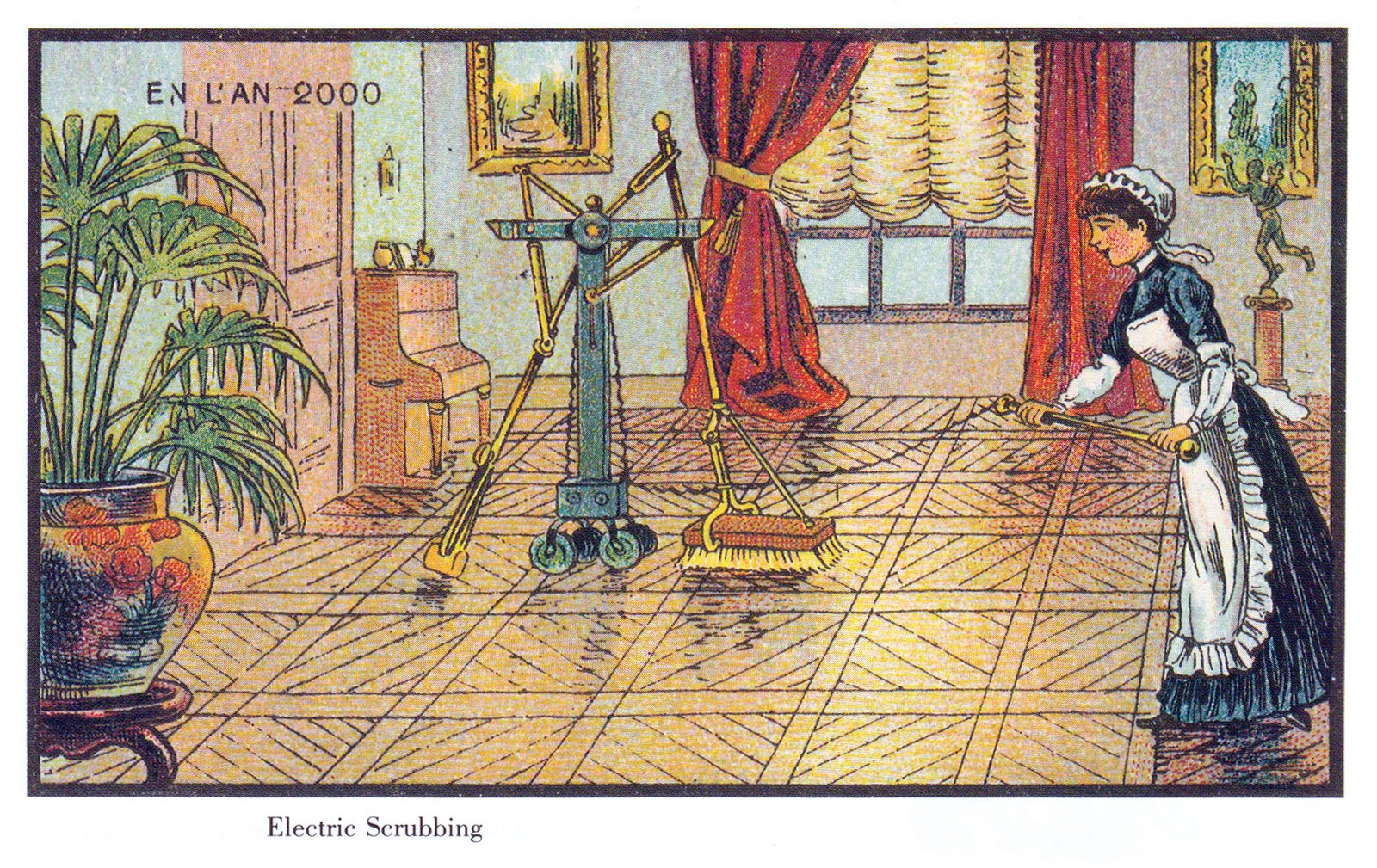
Limpieza del hogar
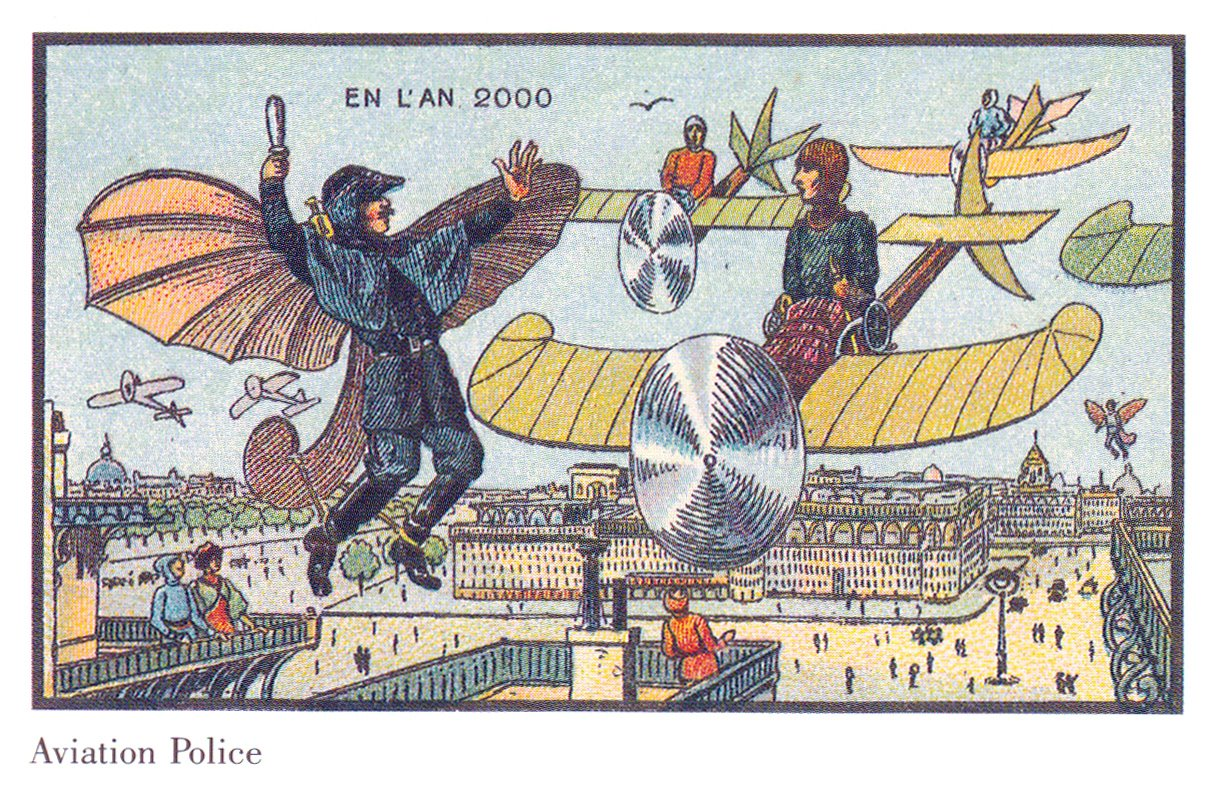
Policía de tránsito aéreo
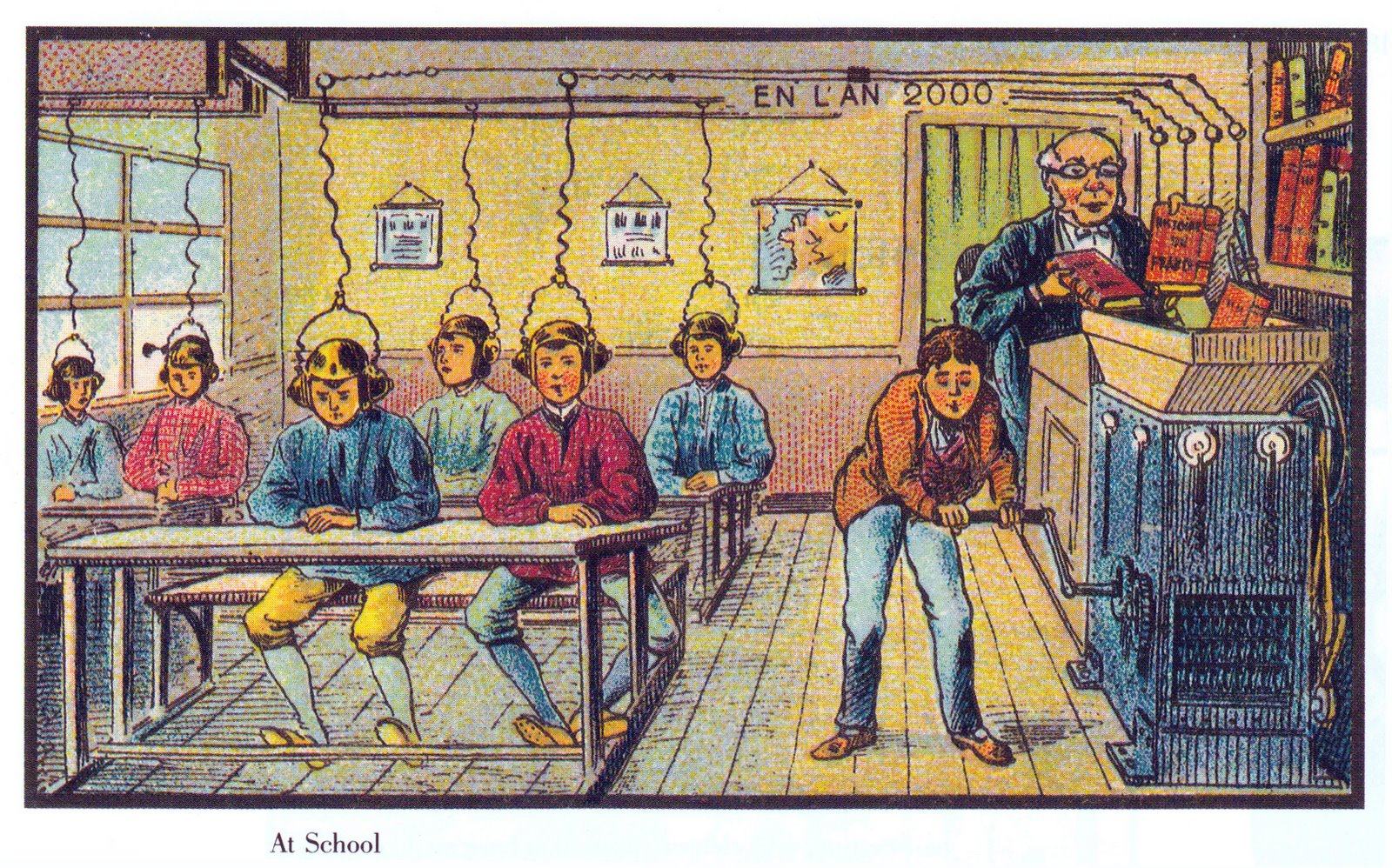
Audio clases
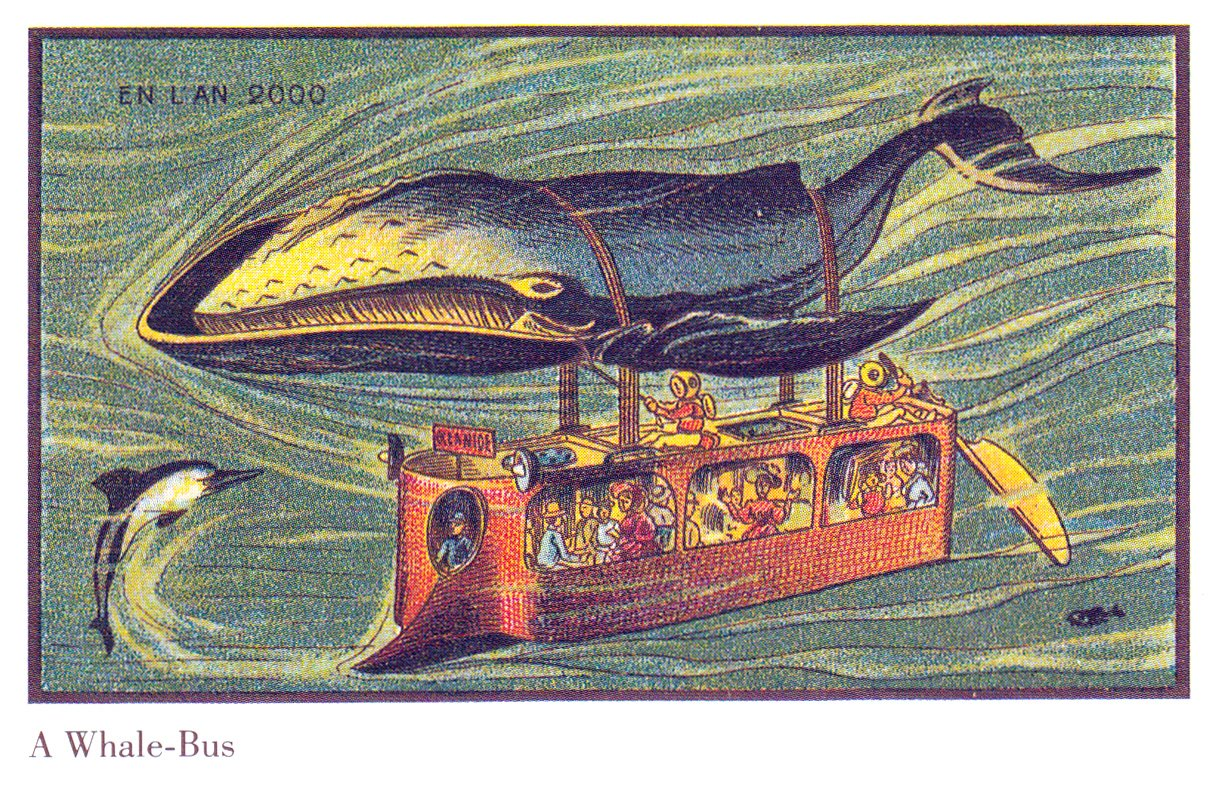
Bus ballena